# Marie de Foix
 (février 2025).
Si vous disposez d'ouvrages ou d'articles de référence ou si vous connaissez des sites web de qualité traitant du thème abordé ici, merci de compléter l'article en donnant les références utiles à sa vérifiabilité et en les liant à la section « Notes et références ».
Marie de Foix, (née vers 1452 à Carcassonne, morte en 1468 à Casale Monferrato), fille de Gaston IV de Foix-Béarn, comte de Foix, et d'Éléonore de Navarre, reine de Navarre, fut marquise de Montferrat par son mariage avec Guillaume VIII en 1465.

## Biographie
Marie est un des nombreux enfants de Gaston IV de Foix-Béarn et de la princesse Éléonore de Navarre, fille cadette de la reine Blanche Ire de Navarre et du prince Jean d'Aragon.
Jean d'Aragon, veuf en 1441, conservait toujours le trône de Navarre au détriment de ses propres enfants, dont Éléonore, mariée à Gaston IV depuis 1436. Le même Jean d'Aragon devient ensuite roi d'Aragon et de Sicile en 1458 à la mort sans enfants légitimes de son frère aîné Alphonse V.
Marie de Foix, fille du comte de Foix, est donc aussi une petite-fille du roi Jean qui règne en Navarre, Aragon et Sicile.
En 1464 la mère de Marie de Foix, Éléonore, unique survivante des enfants de la reine Blanche Ire, devient seule héritière du royaume de Navarre.

## Marquise de Montferrat
C'est dans ce contexte familial qu'est organisé le mariage de Marie de Foix avec Guillaume VIII, marquis de Montferrat, qui en avait fait la proposition. Il s'agit à la fois pour le roi Jean (roi de Sicile) de renforcer ses intérêts dans le nord de l'Italie et pour Gaston IV et Éléonore (vassaux du roi de France, mais héritiers du trône de Navarre) d'obtenir une alliance sur la frontière orientale du royaume de France.
Guillaume VIII a aussi cependant la particularité d'être membre de la famille impériale byzantine des Paléologues, comme chef d'une branche cadette issue du basileus Andronic II Paléologue, et dont la tante Sophie de Montferrat fùt encore récemment impératrice en tant qu'épouse de Jean VIII Paléologue (1421-1426).
Depuis la chute de Constantinople en 1453 et celle de Mistra en 1460 la branche ainée, représentée par Thomas Paléologue, est aussi réfugiée en Italie auprès du pape Pie II. Ce dernier, d'ailleurs, tente entre 1459 (concile de Mantoue) et sa mort en 1464 de mobiliser militairement la chrétienté contre les Ottomans.
Dans ce contexte, un mariage royal pourrait donc avantager Guillaume VIII face à son cousin démuni Thomas dans l'éventualité d'une reconquête.
Marie est donc envoyée à Montferrat, accompagnée de son frère Pierre de Foix (futur cardinal), de Jean-Baptiste de Foix, évêque de Comminges et de Geoffroy de Basilhac, évêque de Rieux. Le mariage de Marie et de Guillaume est célébré en 1465 avec l'autorisation du roi de France Louis XI (dont la sœur Madeleine est mariée à Gaston, frère aîné de Marie), la dot de la mariée s'élevant à 40.000 écus.
Dès 1466 Guillaume VIII s'allie à Galéas-Marie Sforza, nouveau duc de Milan. En 1467, le marquisat de Montferrat est attaqué par la Savoie et doit son salut à l'intervention du duc de Milan, ce qui entraîne la signature du traité de paix générale de Ghemme avec Philippe de Savoie, frère du duc Amédée IX (novembre 1467).
C'est sur ces entrefaites que Marie de Foix meurt prématurément au début 1468 à Casale Monferrato, peu après avoir donné naissance en décembre à une fille.
Veuf, Guillaume VIII se remarie en 1469 avec Élisabeth-Marie Sforza, sœur du duc de Milan, mais il n'aura finalement pas de fils. À sa mort en 1483, bien que sa fille de Marie soit son héritière, celle-ci est finalement évincée par son oncle Boniface III. Les Paléoloques de Montferrat vont alors entrer en décadence et disparaitre en 1533, tandis qu'une fille de Thomas, Sophie Paléologue, va épouser en 1472 le grand-prince Ivan III de Russie, ce qui légitimera Moscou dans sa prétention à être la « Troisième Rome ».

## Mariage et descendance
Marie de Foix épouse Guillaume VIII de Montferrat le 19 janvier 1465 à Alba, d'où une fille unique :
- Jeanne de Montferrat (Casale Monferrato, décembre 1467 - Saluces, 29 décembre 1490), héritière du marquisat de Montferrat, mariée en août 1481 au marquis Ludovic II de Saluces, évincée de la succession en 1483 par son oncle Boniface III.